# Meighen Island
Meighen Island – niezamieszkana wyspa w Kanadzie, w terytorium Nunavut, na Oceanie Arktycznym, należąca do grupy Wysp Sverdrupa. Położona jest na zachód od Wyspy Axela Heiberga oraz na północ od Wysp Amunda Ringnesa i Ellefa Ringnesa.
Wyspa liczy około 50 km długości i do 25 km szerokości. Powierzchnia wyspy wynosi 955 km², a długość linii brzegowej – 188 km. Płaskowyż w środkowej części wyspy wznosi się na wysokość około 300 m n.p.m.
Wyspa odkryta została w 1917 roku przez Vilhjalmura Stefanssona i nazwana nazwiskiem Arthura Meighena, ówczesnego ministra spraw wewnętrznych Kanady (późniejszego premiera).